# Дръмша
Дръмша е село в Западна България. То се намира в община Костинброд, Софийска област.

## География
Село Дръмша се намира в Стара планина.

## Етимология на името
Името Дръмша най-вероятно идва от тракийската дума „дръме“ [drume, dryme], минала през българското „дръма“ – храсталак, шубрак. Предполага се, че в древността през землището на селото е преминавал стар римски търговски път, останки от който има в гр. Костинброд.
В един османски регистър от 1683 – 1684 година селото е споменато като Драммша.

## Забележителности
Село Дръмша се дели на две части: едната се казва Старо село, а другата Ново село. В Старо село се намира Крива река.

## Галерия
- Зима в Дръмша
- Шведската порта
- Ново село

## Култура

### Герб
Гербът на Дръмша представлява червен щит с изображение на златен лъв, който държи крепост и еделвайс, символ на селото и неговата недостъпност. Създаден е през 2005 г. от Кристофър-Джоузеф Равнополски-Дийн.

### Диалект
Диалектът на село Дръмша принадлежи към югозападните говори, или по-точно към софийския говор (още наричан западен шопски говор) според класификацията на Стойко Стойков. Селото е известно с първия в България диалектен вестник – „Дръмшенска гордос“, който излиза на местния говор.

#### Характерни думи
- беневреци – клин-панталон
- дзета-псета
- панджак-ямурлук

## Личности
- Лукан Варадинов (р. 1923), български офицер, генерал